# Kryptopterus geminus
Kryptopterus geminus és una espècie de peix de la família dels silúrids i de l'ordre dels siluriformes que es troba als rius Mekong i Chao Phraya.
Els mascles poden assolir els 17,1 cm de llargària total.